# Bacchisa flavicincta
Bacchisa flavicincta är en skalbaggsart som först beskrevs av Francis Polkinghorne Pascoe 1867.  Bacchisa flavicincta ingår i släktet Bacchisa och familjen långhorningar. Inga underarter finns listade.